# Gradac
Gradac je letovisko a opčina na Makarské riviéře v jižní Dalmácii (Chorvatsko), ležící mezi Makarskou a Ploče. Žije zde 3 615 obyvatel a jedná se o častou destinaci českých[zdroj?] turistů. Město se nachází v nejjižnějším bodu Makarské riviéry v úpatí horského pásma Rilić.

## Historie
Město bylo nejspíše založeno Římany, jak dokládají archeologické nálezy římských staveb na lokalitě Crkvine. V období tureckých útoků do Evropy bylo město opevněno věží, vystavěnou v 17. století.
Během II. světové války bylo asi 95 % obce vypáleno okupanty.[kým?]

## Sídla
Opčina se skládá z pěti sídel. Kromě vlastního Gradace to jsou Brist, Drvenik, Podaca a Zaostrog.